# Красные Дворики (Брянская область)
Кра́сные Дво́рики — посёлок в Карачевском районе Брянской области России. Входит в состав Мылинского сельского поселения.

## География
Расположен на шоссе А141 Орёл—Смоленск, в 5 км южнее посёлка городского типа Белые Берега, там же ближайшая железнодорожная станция Белые Берега, на линии Брянск — Орёл Московской железной дороги. Брянск в 14 км на северо-запад.

## История
Во второй половине XIX века на месте нынешнего посёлка на шоссе Карачев—Брянск находилась Алымовская почтовая станция и Алымовские постоялые дворы.
Постоянное население здесь появляется в 1920-е годы; тогда же название посёлка изменяется на Пошоссейные дворы, с 1930-х гг. — Красные Дворы, Красные Дворики. Первые жители являлись переселенцами из соседних деревень (Фроловка, Трыковка, Непряхино и др.).
В современном посёлке одна улица — Октябрьская.

## Население
| Год  | Численность | Численность |
| ---- | ----------- | ----------- |
| 2010 | 31          | [ 1 ]       |
| 2013 | 26          | [ 2 ]       |